# Alexandre Cabrera
Pour les articles homonymes, voir Cabrera.
Alexandre Cabrera (né le 25 décembre 1984 à Gignac) est un coureur cycliste français. Il est membre du VS Narbonnais.

## Biographie
Alexandre Cabrera commence le cyclisme aux Mousquetaires Cyclistes Pradéens. Il court en catégorie cadets dans un club de Gignac, avant d'intégrer le Vélo Sport Narbonnais,. 
Bon sprinteur, il se distingue en 2001 en remportant une étape du Tour de Toscane juniors. Il s'agit de son tout premier succès au niveau international. L'année suivante, il est sélectionné en équipe de France pour disputer les championnats du monde juniors, organisés à Zolder. Il intègre ensuite l'AVC Aix-en-Provence, où il court durant trois saisons. En aout 2004, il s'illustre de nouveau sous les couleurs tricolores en prenant la quatrième place du championnat d'Europe sur route espoirs. Après cette performance, il devient stagiaire au sein de l'équipe Cofidis. Il n'est toutefois pas recruté par cette formation, qui lui préfère Nicolas Roche.
En 2005, il s'impose sur le Grand Prix de Vougy et termine notamment quatrième de la course en ligne des Jeux méditerranéens, avec la sélection française. Il décide cependant de mettre un terme à sa carrière, alors qu'il n'a pas encore vingt-et-un an. Après une courte pause, il reprend finalement une licence en 2007 au VS Narbonnais, sans pour autant chercher à passer professionnel.
Postier, et père de deux enfants, il continue de participer à des compétitions cyclistes dans les années 2010. En 2015, il devient champion régional du Languedoc-Roussillon en troisième catégorie. En aout 2016, il s'impose en première catégorie sur le Grand Prix de Saint-Martin-de-Seignanx. Fin 2020, son palmarès compte une centaine de victoires

## Palmarès
- 2001
  - 5e étape du Tour de Toscane juniors
- 2002
  - 3e étape du Tour des Pays d’Olliergues et d’Arlanc (contre-la-montre)
  - 3e du Tour des Pays d’Olliergues et d’Arlanc
- 2004
  - 2e des Boucles catalanes
  - 2e du Grand Prix de Saint-Étienne Loire
  - 4e du championnat d'Europe sur route espoirs
- 2005
  - Grand Prix de Vougy
- 2016
  - Grand Prix de Saint-Martin-de-Seignanx